# کریمه بنون
کریمه بنون (به انگلیسی: Karima Bennoune) استاد حقوق بین‌الملل دانشگاه کالیفرنیا است. او در الجزایر و آمریکا بزرگ شده و ساکن کالیفرنیای شمالی است. مشهورترین کتاب او که سال گذشته (زمستان ۲۰۱۳) منتشر شد، «فتوای شما اینجا کاربردی ندارد» بود، موضوع این کتاب برای بنون موضوعی بسیار شخصی است. مهفود بنون پدر کریما از استادان به نام دانشگاه در الجزایر بود که در خلال سال‌های دهه ۹۰ مرتب با تهدید مرگ روبرو بود، اما همچنان به فعالیت خود علیه بنیادگرایی مذهبی و تروریسم ادامه داد. در نوشتن این کتاب کریما به افرادی مراجعه می‌کند که همچون پدرش در آن سالها علیه بنیادگرایی و تروریسم فعالیت می‌کنند، او می‌گوید این کار را به این دلیل انجام می‌دهد که شاید بتواند برای این افراد حمایت بیشتری از آنچه پدرش در دهه ۹۰ داشت جلب کند.

## زندگی‌نامه
بنون از رشته‌ای متشکل از حقوق و مطالعات خاورمیانه و شمال آفریقا در دانشگاه میشیگان فارغ‌التحصیل شده است و درجه دکتری جوریس را از مدرسه حقوق و هم‌چنین کارشناسی ارشد حقوق و مطالعات زنان از دانشگاه رکهام دریافت کرده است.
در ۱۹۹۵ اوبه عنوان نماینده مرکز رهبری جهانی زنان در بخش غیردولتی چهارمین کنفرانس جهانی زنان در بیجینگ شرکت کرد، جایی که او در نقش مشاور برای دادگاه نقض حقوق بشر زنان ظاهر شد. از ۱۹۹۵ تا ۱۹۹۹ او در لندن و به عنوان مشاور حقوقی عفو بین‌الملل کار کرد.
بنون پس از ده سال تدریس حقوق بین‌الملل و حقوق بشر در مدرسه حقوق روتجرز به دانشگاه یو سی دیویس آمد. در سال ۲۰۱۱، او جایزه پژوهشگر متمایز چنسلر را دریافت کرد. موضوع تدریس بنون در دانشگاه شامل حقوق بین‌الملل، حمایت بین‌المللی از حقوق بشر، تروریسم و حقوق بشر زنان بود که در سال ۲۰۱۲ کلاسی با عنوان حقوق و بهار عربی که برگرفته از کار میدانی او در شمال آفریقا ارائه کرد. بنون همچنین استاد مهمان دانشگاه میشیگان در مدرسه حقوق بود جایی‌که جایزه هارت رایت را برای تدریس ممتاز خود دریافت کرد. بنون آثار و مقالات زیادی در نشریات پژوهشی آمریکایی و غیرآمریکایی دارد.

## دیدگاه‌ها
بنون خود را یک سکولار با بک‌گراند مسلمان تعریف می‌کند، او به شدت منتقد بنیادگرایی مذهبی/ اسلامی است اما نه از زاویه حمایت از «جنگ با ترور» بلکه از زاویه حقوق بشر. او در عین حال به شکلی پارادوکسیکال با گروه‌های راست‌گرا در غرب نیز سر سازگاری ندارد. او می‌نویسد «مومنی فداکار بودن هیچ ربطی به ترویج اسلام سیاسی ندارد، بخش بزرگی از مسلمانان بنیادگرا نیستند، اگرچه و البته که بسیاری از آنها هم هستند.»
بنون بنیادگرایی اسلامی را به اسلام‌گرایی یا رادیکالیسم اسلامی ترجیح می‌دهد، چرا که معتقد است بنیادگرایی مرزهای مذهبی را رد می‌کند، بنیادگرایی اسلامی برای او در ماهیت فراملی داشتن، حضور همه‌جانبه پیروان آن و در نهایت رسیدن آن به گروه‌های مسلح معنی دارد. بنیادگرایان اسلامی از نظر بنون به نسخه‌ای واحد و یگانه از قانون خدا یا همان شریعت اعتقاد دارند که همان نسخه‌ای است که در اختیار آنها است. بنون می‌گوید بنیادگرایان، سکولارها را متهم کرده و به دنبال آن هستند که مذهب سیاسی شده را در همه جنبه‌ها وارد کنند. او می‌نویسد: «آنها [بنیادگرایان] می‌خواهند ظاهر و رفتار مردم مسلمان را کنترل و قضاوت کنند و آن را تغییر دهند.